# Are Nakkim
Are Nakkim (ur. 13 lutego 1964) – norweski lekkoatleta specjalizujący się w biegach długodystansowych. 
Największy sukces w karierze odniósł w 1990 r. w Splicie, zdobywając srebrny medal mistrzostw Europy w biegu na 10 000 metrów.
Ośmiokrotnie zdobył tytuły mistrza Norwegii, w konkurencjach: bieg na 1500 m (1990), bieg na 5000 m (1986, 1988, 1989, 1990), bieg na 10 000 m (1984) oraz bieg na 3000 m z przeszkodami (1985, 1986). Był również dwukrotnie złotym medalistą halowych mistrzostw Norwegii, w biegu na 3000 m (1990, 1991).
Rekordy życiowe: 
- stadion

- bieg na 3000 m – 7:45,03 (14 lipca 1989, Londyn)
- bieg na 5000 m – 13:19,82 (1 lipca 1989, Oslo)
- bieg na 10 000 m – 27:32,52 (14 lipca 1990, Oslo)
- bieg na 3000 m z przeszkodami – 8:24,13 (28 sierpnia 1988, Koblencja)

- hala

- bieg na 3000 m – 7:52,06 (24 lutego 1990, Sztokholm)